# Vanilovník plocholistý
Vanilovník plocholistý (Vanilla planifolia), též vanilka plocholistá nebo vanilka pravá, je epifytická lianovitá orchidej z čeledi vstavačovitých, pěstovaná pro její plody (tobolky), používané jako koření vanilka.

## Synonyma
- Notylia planifolia (Andrews, 1808) Conz., 1947
- Vanilla aromatica Willd.  non V. aromatica Sw., 1799  (=Epidendrum aromaticum (Sw., 1799), Parmentier, 1818 )
- Vanilla anaromatica Griseb.
- Vanilla epidendrum Mirb.

- Vanilla majaijensis Blanco

- Vanilla sativa Schiede, 1829
- Vanilla viridiflora Blume

- Vanilla fragrans auct. non V. fragrans Ames, 1924 (=Myrobroma fragrans Salisb.)
- Vanilla vanilla auct. non V. vanilla (Linné, 1753) Huth, 1893  (=Epidendrum vanilla Linné, 1753; =Noctylia vanilla (Linné, 1753) Conz., 1947; =Vanilla vellozii Rolfe, 1896)

## Poddruhy
- Vanilla planifolia Andrews, 1808 var. gigantea Hoehne, 1910
- Vanilla planifolia Andrews, 1808 var. macrantha M. Gómez, 1889  (nom. inval.)

Synonymum:
Vanilla phaeantha Rchb. f., 1865
- Vanilla planifolia Andrews, 1808 var. macrantha Griseb., 1866

## Popis
Tropická stromová nebo pozemní orchidej s dužnatou, hladkou, válcovitou lodyhou, dělenou kolénky, z kterých vyrůstají lesklé, obvejčitě kopinaté, ploché listy bez zřetelného žilkování, 8 až 16 cm dlouhé a 3 až 6 cm široké. Z paždí listů vyrůstají bělavé vzdušné kořeny, sloužící jak k zachycování vlhkosti z ovzduší, tak k uchycení rostliny k opoře. V přírodě dorůstá až několika desítek metrů, přičemž v některých obdobích narůstá lodyha až o metr za měsíc. Roste epifyticky a živiny získává z humusu a jiných rozložených zbytků, usazených v kůře stromu či ve spleti vlastních kořenů. Květy, tvořené šesti korunními plátky, mají v průměru 5 cm, jsou dlouhé až 8 cm, žlutobílé až zelenkavé, bez výrazné vůně. Spodní semeník úzce válcovitého tvaru, připomíná spíše dlouhou stopku květu. Osm až deset, výjimečně až dvacet květů vytváří úžlabní hrozny. Tyčinka s pylem, zformovaným do kyjovité brylky, je od blizny oddělena přepážkou (labellum), aby se zabránilo samoopylení květu a následným genetickým poruchám. Tento druh orchideje je hmyzosprašný, ale jediným opylovatelem jsou včely rodu Melipona, endemické v oblasti jihovýchodního Mexika a Guatemaly. Udává se však, že k opylovačům mohou patřit i některé druhy kolibříků. Jeden květ je aktivní asi 24 hodin; nejsou-li květy v průběhu této doby opyleny, odpadají a plody se nevytvoří. Plodem je tobolka o průměru do 1 cm a délce 15 až 30 cm, zpočátku zelená, ve zralosti hnědá, vyplněná při zralosti tmavohnědou, mazlavou, intenzivně vonící hmotou, obsahující velké množství velice drobných, černých semen. Klíčení rostliny ze semene je stejně jako u jiných zástupců orchidejovitých vázáno na symbiotickou houbu. Rostlina se však snadno množí řízkováním.
Rostliny se ve volné přírodě dožívají 20 až 50 let.

## Stanoviště
Vanilka vyžaduje vlhké, stinné až polostinné stanoviště se stálou teplotou, nejlépe neklesající pod 20 °C. V krajinách, kde teploty často klesají pod 15 °C, hyne. Dá se však pěstovat i v zimních zahradách, je však třeba jí zajistit jednak potřebnou teplotu, jednak časté mlžení listů i vzdušných kořenů.

## Areál rozšíření
Původně byl tento druh endemitem jihovýchodního Mexika a Guatemaly. Nyní se pěstuje téměř v celých tropech, zejména na Madagaskaru, Réunionu a Komorách v Indickém oceánu a ve Francouzské Polynésii, především na ostrově Tahiti v Tichém oceánu a na Guadeloupe v Malých Antilách, na Srí Lance, na Bahamách, na Zanzibaru a na dalších místech v západní rovníkové Africe, na Seychelách) a v Indonésii, především na ostrově Jáva. V Severní Americe se občas pěstuje v nejjižnějších oblastech Floridy.

## Pěstování
Vzhledem k problémům s opylováním byl vanilovník původně pro plody pěstován jen v oblasti jeho přirozeného výskytu. Protože to vedlo ke španělskému monopolu na vanilku, děly se opakovaně pokusy o jeho rozšíření do jiných kolonií, zejména francouzských, na ostrovy v Indickém oceánu. V roce 1841 na ostrově Réunion, který v té době byl francouzskou kolonií, dvanáctiletý otrok Edmond Albius objevil dodnes používaný jednoduchý způsob umělého opylování, spočívající v odsunutí přepážky oddělující tyčinku s pylem od blizny dlouhou jehlou, např. štěpinou bambusu, jednou rukou a stisknutím květu druhou rukou tak, aby se tyčinka přitiskla na bliznu. Tím dojde k žádanému přenosu pylu.
Na vanilkových plantážích jsou rostliny pěstovány z řízků a po přibližně třech letech začínají kvést. I když je teoreticky možné rostliny pěstovat ze semen, v praxi se to nevyužívá, jednak pro obtížné klíčení semen a dále proto, že semenáčkům trvá mnohem déle, než začnou plodit.
Aby obsluhující zemědělští dělníci dosáhli na květy ze země, jsou rostliny na plantážích zakrucovány a skládány tak, aby jejich výška nepřesahovala dva metry. Nejvyšší plodnosti dosahují mezi pátým až osmým rokem (až půl stovky plodů z rostliny) a obvykle po dvanácti letech, kdy se jejich produktivita začne snižovat, se nahrazují novými sazenicemi.
Plody, které normálně zrají asi tři čtvrtě roku, se sklízejí nezralé, někdy již po osmi týdnech, většinou však po pěti až šesti měsících, kdy začínají tobolky žloutnout. Dozrálé totiž pukají a pak hrozí nebezpečí, že by z nich vytekla aromatická hmota, obsahující zejména vanilin. Sklizené tobolky, nazývané v obchodní terminologii lusky, se poté fermentují a suší (podrobnosti viz heslo vanilka).
Největším světovým pěstitelem vanilovníku je Madagaskar, který se na světové produkci podílí přibližně 50 %.

## Obsahové látky
V plodech vanilovníku plocholistého bylo zjištěno na 130 různých organických sloučenin. Celkový podíl těkavých aromatických látek v plodech silně kolísá podle místa jejich pěstování a způsobu následného zpracování plodů a činí 1,5 až 3 %. Nejdůležitějšími zjištěnými sloučeninami jsou:
- vanilin (85 % z těkavých látek)
- p-hydroxybenzaldehyd (9 %)
- p-hydroxybenzylmethylether (1 %)
- p-hydroxybenzylethylether
- kyselina salicylová
- methylester kyseliny salicylové
- kyselina vanilinová
- methylester kyseliny vanilinové
- kumarin
- kyselina benzoová
- kyselina octová
- p-kresol
- glukosa
- fruktosa
- sacharosa

## Použití
Hlavním použitím této rostliny je produkce koření (jeho použití viz heslo vanilka) do sladkých pokrmů a čokolád.
V lékařství se dříve užíval sušený plod (vanilka) jako droga pod názvem Fructus vanillae a alkoholový extrakt z plodů jako Tinctura vanillae.

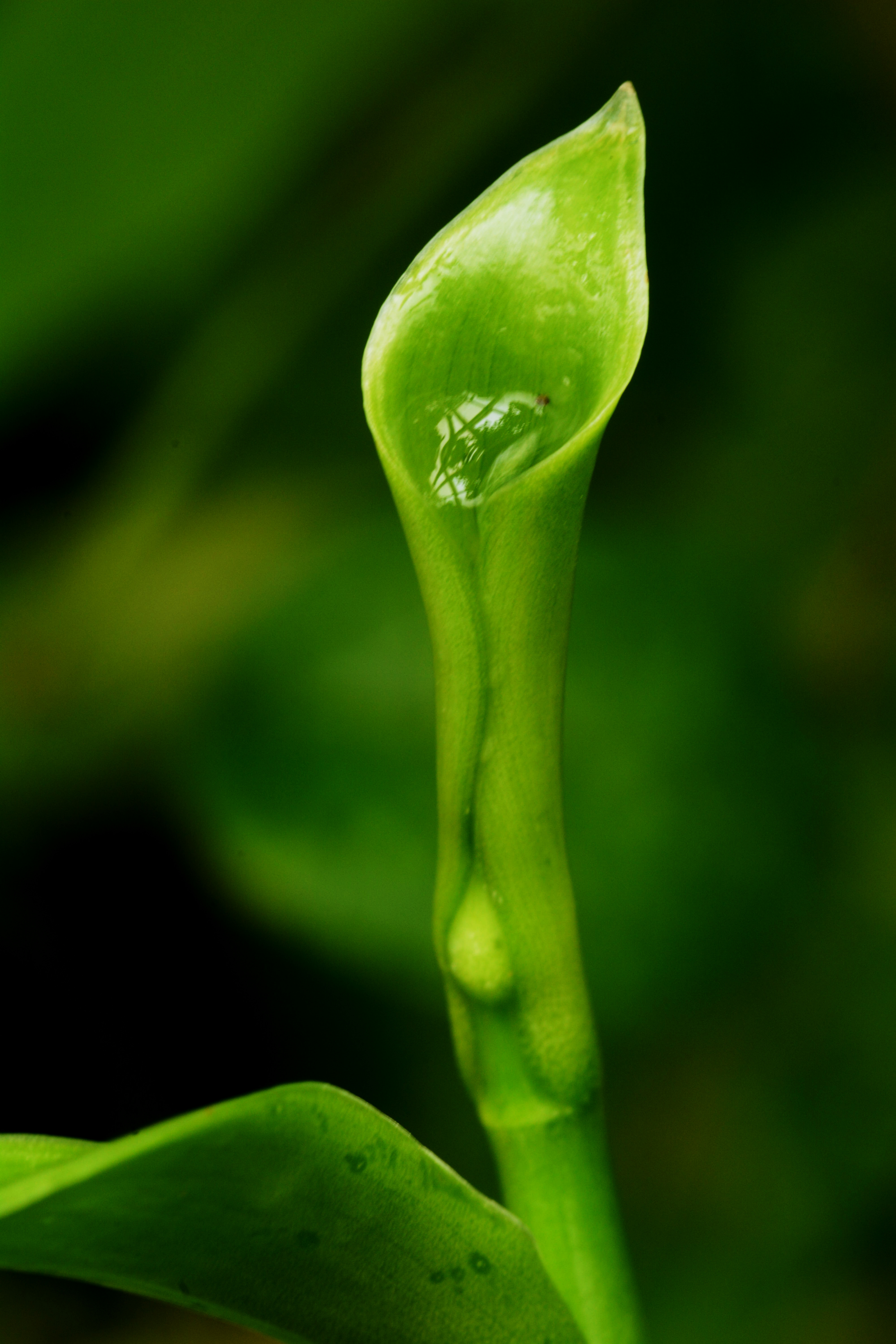
Vanilka rostoucí v botanické zahradě v Praze Troji, ve skleníku Fata Morgana

## Historická poznámka
Plody vanilky byly využívány již předkolumbovskými obyvateli Mexika ke kořenění různých nápojů a jídel.
Španělští dobyvatelé Aztécké říše se seznámili velice brzy s touto rostlinou a s jejím využitím a její koření dovezli poprvé do Evropy pravděpodobně v roce 1520 nebo 1521. Známý historik Francisco Hernandez ve svém spise o historii Mexika, vydaném v roce 1615, ji popisuje pod tehdejším botanickým názvem aracus aromaticus a uvádí i její domorodé jméno tlilxochitl („černý lusk“).
Na konci 17. století již byly její plody běžně užívány v Evropě k ochucování čokolády a šňupacího tabáku, i jako droga v oficiálním lékařství.
První zprávy o jejím pěstování v evropských botanických zahradách pocházejí z roku 1807, nejprve v Anglii, později i ve Francii a v Belgii. Avšak již téměř o století dříve, v roce 1739, byly v Chelsea pěstovány rostliny příbuzného druhu Vanilla aromatica Sw. Profesoru Neumanovi se v roce 1830 podařilo poprvé umělé opylení v pařížské botanické zahradě Jardin des plantes. Tento úspěch vedl k založení prvních plantáží na Réunionu v roce 1839, ale teprve o dva roky později byla vyvinuta již zmíněná prakticky aplikovatelná metoda, která umožnila ekonomicky úspěšné pěstování tohoto koření. V témže roce (1841) byly založeny plantáže vanilovníku také v tehdejší holandské kolonii na ostrově Jáva.
Úspěch réunionských plantáží vedl Francii k rozšíření pěstování vanilovníku i na jiné ostrovy v Indickém oceánu i do Polynésie v Tichém oceánu.
Angličané se víceméně neúspěšně pokusili pěstovat vanilovník v Indii, úspěšnější byli na Ceylonu, na Seychelách a na Malých Antilách.

## Původ jména
Vědecké rodové jméno Vanilla pochází ze španělského názvu vainilla, což je zdrobnělina z vaina, tj. pochva, pouzdro či lusk (původně z latinského vagina), odvolávajícího se na druh plodu těchto rostlin. Druhový přívlastek planifolia je vytvořen složením z latinských slov planum (rovina, plochý) a folium (list), což odpovídá i českému druhovému názvu „plocholistá“.